# Heinrich XI. (Glogau)
Heinrich XI. (* um 1429 bis 1435; † 22. Februar 1476) war 1469 bis 1476 Herzog von Glogau sowie von Crossen und Freystadt. Mit ihm erlosch die direkte Linie Glogau der Schlesischen Piasten.

## Leben
Heinrichs XI. Eltern waren Herzog Heinrich IX. von Glogau und Hedwig, Tochter des Herzogs Konrad III. von Oels. Nach dem Tod des Vaters 1467 erbte Heinrich, der keine weiteren Geschwister hatte, dessen Gebiete. Sie bestanden aus dem herzoglichen Anteil von Glogau sowie den aus diesem ausgegliederten Teilherzogtümern Crossen und Freystadt. Zudem wurde er vom böhmischen (Gegen-)König Matthias Corvinus, der Schlesien im selben Jahr erobert hatte, mit dem königlichen Anteil von Glogau belehnt, obwohl dieser seit 1384 an die Teschener Herzöge verpfändet gewesen war und seit 1460 Margareta von Cilli, die Witwe des Herzogs Wladislaus, die Regentschaft über diesen Anteil ausübte.
Am 11. Oktober 1472 vermählte sich der damals über 40-jährige Heinrich XI. mit der erst achtjährigen Barbara von Brandenburg, einer Tochter des Kurfürsten Albrecht Achilles. Nachdem Heinrich XI. schon vier Jahre später verstarb, wurde der Glogauer Erbfolgestreit entfacht, an dem neben Barbaras Vater der Saganer Herzog Johann II. beteiligt war sowie der böhmische Landesherr König Vladislav II. und der über Schlesien herrschende Gegenkönig Matthias Corvinus. Der Erbfolgekrieg wurde erst am 20. September 1482 mit dem Frieden von Kamenz beigelegt.